# Perryville (Maryland)
Perryville – miasto w Stanach Zjednoczonych, w stanie Maryland, w hrabstwie Cecil.